# Championnat du Cap-Vert de football 2004
Navigation
Saison précédente Saison suivante
La saison 2004 du Championnat du Cap-Vert de football est la vingt-cinquième édition de la première division capverdienne, le Campeonato Nacional. Après une phase régionale qualificative disputée sur chacune des neuf îles habitées de l'archipel, les onze meilleures équipes et le tenant du titre disputent le championnat national, joué en deux phases :
- une phase de poules (deux poules de six équipes) dont seuls les deux premiers accèdent à la phase finale
- une phase finale à élimination directe (demi-finales et finale) en matchs aller et retour qui détermine le vainqueur du championnat

C'est la première édition du championnat où le tenant du titre est automatiquement qualifié pour la phase de poules, qui passe ainsi de onze à douze formations en lice.
C’est le Sal-Rei Futebol Clube qui remporte la compétition cette saison, après avoir battu l'Associação Académica da Praia en finale nationale. Il s'agit du tout premier titre de champion du Cap-Vert de l’histoire du club.

## Les clubs participants
- Île de Boa Vista :
  - Sal-Rei Futebol Clube
- Île de Brava :
  - Clube Desportivo Nô Pintcha
- Île de Fogo :
  - Vulcânicos Futebol Clube
- Île de Maio :
  - Clube Deportivo Onze Unidos
- Île de Sal :
  - Académico do Aeroporto (tenant du titre)
  - Sport Club Santa Maria
- Île de Santiago :
  - CD Estrela dos Amadores (zone Nord)
  - Associação Académica da Praia (zone Sud)
- Île de Santo Antão :
  - Paulense Desportivo Clube (zone Nord)
  - Pas de championnat disputé dans la zone Sud
- Île de São Nicolau:
  - Futebol Clube de Ultramarina
- Île de São Vicente:
  - Associação Académica do Mindelo

## Compétition

### Phase de poules
Le barème utilisé pour établir le classement est le suivant :
- Victoire : 3 points
- Match nul : 1 point
- Défaite, forfait ou abandon : 0 point

| Rang | Équipe                          | Pts | J | G | N | P | Bp | Bc | Diff |
| ---- | ------------------------------- | --- | - | - | - | - | -- | -- | ---- |
| 1    | Académico do AeroportoT         | 11  | 5 | 3 | 2 | 0 | 14 | 3  | +11  |
| 2    | Sal-Rei Futebol Clube           | 11  | 5 | 3 | 2 | 0 | 12 | 2  | +10  |
| 3    | Associação Académica do Mindelo | 11  | 5 | 3 | 2 | 0 | 11 | 2  | +9   |
| 4    | Clube Desportivo Nô Pintcha     | 6   | 5 | 2 | 0 | 3 | 4  | 10 | -6   |
| 5    | Paulense Desportivo Clube       | 3   | 5 | 1 | 0 | 4 | 3  | 13 | -10  |
| 6    | CD Estrela dos Amadores         | 0   | 5 | 0 | 0 | 5 | 1  | 15 | -14  |

| Rang | Équipe                        | Pts | J | G | N | P | Bp | Bc | Diff |
| ---- | ----------------------------- | --- | - | - | - | - | -- | -- | ---- |
| 1    | Futebol Clube de Ultramarina  | 7   | 4 | 2 | 1 | 1 | 7  | 3  | +4   |
| 2    | Associação Académica da Praia | 7   | 4 | 2 | 1 | 1 | 9  | 6  | +3   |
| 3    | Clube Deportivo Onze Unidos   | 7   | 4 | 2 | 1 | 1 | 5  | 3  | +2   |
| 4    | Vulcânicos Futebol Clube      | 5   | 4 | 1 | 2 | 1 | 7  | 8  | -1   |
| 5    | Sport Club Santa Maria        | 1   | 4 | 0 | 1 | 3 | 3  | 11 | -8   |

### Phase finale
|  | Demi-finales                  | Demi-finales                  | Demi-finales          | Demi-finales          |                               |                               | Finale | Finale | Finale | Finale |
|  |                               |                               |                       |                       |                               |                               |        |        |        |        |
|  |                               |                               |                       |                       |                               |                               |        |        |        |        |
|  | Associação Académica da Praia | Associação Académica da Praia | 2                     | 2                     |                               |                               |        |        |        |        |
|  | Associação Académica da Praia | Associação Académica da Praia | 2                     | 2                     |                               |                               |        |        |        |        |
|  | Académico do AeroportoT       | Académico do AeroportoT       | 1                     | 1                     |                               |                               |        |        |        |        |
|  | Académico do AeroportoT       | Académico do AeroportoT       | 1                     | 1                     | Associação Académica da Praia | Associação Académica da Praia | 0      | 2      |        |        |
|  |                               |                               |                       |                       | Associação Académica da Praia | Associação Académica da Praia | 0      | 2      |        |        |
|  |                               |                               | Sal-Rei Futebol Clube | Sal-Rei Futebol Clube | 2                             | 1                             |        |        |        |        |
|  | Sal-Rei Futebol Clube tab     | Sal-Rei Futebol Clube tab     | Sal-Rei Futebol Clube | Sal-Rei Futebol Clube | 2                             | 1                             | 2      | 1 (5)  |        |        |
|  | Sal-Rei Futebol Clube tab     | Sal-Rei Futebol Clube tab     |                       |                       |                               |                               |        | 1 (5)  |        |        |
|  | Futebol Clube de Ultramarina  | Futebol Clube de Ultramarina  | 1                     | 2 (4)                 |                               |                               |        |        |        |        |
|  | Futebol Clube de Ultramarina  | Futebol Clube de Ultramarina  | 1                     | 2 (4)                 |                               |                               |        |        |        |        |

#### Finales
| 26 juin 2004 | Associação Académica da Praia | 0 - 2 | Sal-Rei Futebol Clube | Stade de Várzea, Praia |
|              |                               |       | 37e Kai · 83e Ravs    |                        |

| 10 juillet 2004 | Sal-Rei Futebol Clube | 1 - 2 | Associação Académica da Praia | Stade Arsenio Ramos, Sal Rei |  |
|                 | Ravs 68e              |       | 6e Décio · 90+3e Yuri         |                              |  |

## Bilan de la saison
| Championnat du Cap-Vert de football 2004 |                                   |
| Champion                                 | Sal-Rei Futebol Clube (1er titre) |
| Qualifications continentales             |                                   |
| Ligue des champions de la CAF 2005       | Aucun                             |
| Coupe de la confédération 2005           | Aucun                             |
| Promotions et relégations                |                                   |
| Promus en Campeonato Naçional            | Aucun                             |
| Relégués                                 | Aucun                             |